# ジェームス・ディケンズ
ジェームス・ディケンズ（James Dickens、1991年4月12日 - ）は、イギリスのプロボクサー。リヴァプール出身。現WBA世界スーパーフェザー級暫定王者。通称ジャザ・ディケンズ。

## 来歴

### スーパーバンタム級
2011年1月22日、地元リヴァプールにてプロデビュー戦を行い4回判定勝ち。
2013年3月30日、地元リヴァプールのエコー・アリーナにてジョン・フェルナンデスとBBBofCイングランドスーパーバンタム級王座決定戦を行い、10回3-0の判定勝ちを収め王座獲得に成功した。
2013年9月14日、ロザラムのマグナ・サイエンス・アドベンチャー・センターにてキッド・ガラハドとBBBofC英国スーパーバンタム級王座決定戦を行い、10回1分34秒TKO負けを喫し王座を獲得出来なかった。
2016年7月16日、カーディフのアイス・アリーナ・ウェールズにてWBA世界スーパーバンタム級スーパー王者のギレルモ・リゴンドウとWBA世界同級タイトルマッチを行うも、2回終了時にディケンズが顎を骨折した為危険を申し出てTKO負けを喫し、王座を獲得出来なかった。

### フェザー級
2020年2月21日、ヨーク・ホールにて行われたトーナメント戦ゴールデン・コントラクト準決勝戦としてWBOヨーロッパフェザー級王者リー・ウッドとWBOヨーロッパ同級タイトルマッチを行い、10回2-0（95-95、96-94、96-95）の判定勝ちを喫し収め王座を獲得、決勝に進出した
2021年1月26日、ジョシュ・ワーリントンの王座返上に伴い、IBFによりIBF世界フェザー級1位のキッド・ガラハドと同級3位のディケンズの間でIBF世界フェザー級王座決定戦を行うよう指令が出され、2月4日にIBF世界フェザー級王座決定戦の入札でMTKグローバルが落札したことが明らかにされた。
2021年8月7日、ブレントウッドのマッチルーム・ボクシング本部にてキッド・ガラハドと約8年ぶりの再戦となるIBF世界フェザー級王座決定戦を行うも、ディゲンズが11回終了時に棄権した為TKO負けを喫し王座を獲得出来なかった。

### スーパーフェザー級
2025年2月15日、マンチェスターのCo-op Liveでゼルファ・バレットとWBAインターナショナルスーパーフェザー級王座決定戦を行い、10回3-0（97-93×2、96-94）の判定勝ちを収め王座を獲得した。
2025年7月2日、イスタンブールのリクソス・テルサネ・イスタンブールでWBA世界スーパーフェザー級暫定王者でIBA世界同級王者のアルベルト・バティルガジエフとWBA暫定・IBA世界同級タイトルマッチを行い、4回2分26秒KO勝ちを収め両王座を獲得、無敗記録を保っていたバティルガジエフに初黒星を与えた。

## 獲得タイトル
- BBBofCイングランドスーパーバンタム級王座
- BBBofC英国スーパーバンタム級王座
- IBFヨーロッパフェザー級王座
- WBOヨーロッパフェザー級王座
- IBO世界フェザー級王座
- WBAインターナショナルスーパーフェザー級王座
- WBA世界スーパーフェザー級暫定王座（防衛0）
- IBA世界スーパーフェザー級王座